# Union Sportive de la Medina d'Annaba
La Union Sportive de la Medina d'Annaba (USM Annaba) (àrab: اتحاد عنابة الرياضي, Ittiḥād ʿAnnāba ar-Riyāḍī, ‘Unió Esportiva d'Annaba’) és un club de futbol algerià de la ciutat d'Annaba. Els seus colors són el blanc i el vermell. No s'ha de confondre amb l'antic USM Annaba, campió nacional.
Evolució del nom:
- Université sportive Moustakbal Annaba
- Université sportive madinat d'Annaba
- Union sportive madinat d'Annaba